# Dicranota simplex
Dicranota simplex är en tvåvingeart som beskrevs av Alexander 1938. Dicranota simplex ingår i släktet Dicranota och familjen hårögonharkrankar. Inga underarter finns listade i Catalogue of Life.